# Pelvicachromis
Pelvicachromis – rodzaj słodkowodnych ryb okoniokształtnych z rodziny pielęgnicowatych (Cichlidae).

## Występowanie
Afryka.

## Klasyfikacja
Gatunki zaliczane do tego rodzaju:
- Pelvicachromis drachenfelsi Lamboj, Bartel & Dell'Ampio, 2014
- Pelvicachromis kribensis (Boulenger, 1911)
- Pelvicachromis pulcher (Boulenger, 1901) – barwniak czerwonobrzuchy[3][4]
- Pelvicachromis roloffi (Thys van den Audenaerde, 1968)
- Pelvicachromis sacrimontis Paulo, 1977
- Pelvicachromis silviae Lamboj, 2013
- Pelvicachromis subocellatus (Günther, 1872) – barwniak kratkowany[3]
- Pelvicachromis taeniatus (Boulenger, 1901) – barwniak szmaragdowy[3][4]

Gatunkiem typowym rodzaju jest Pelmatochromis pulcher.

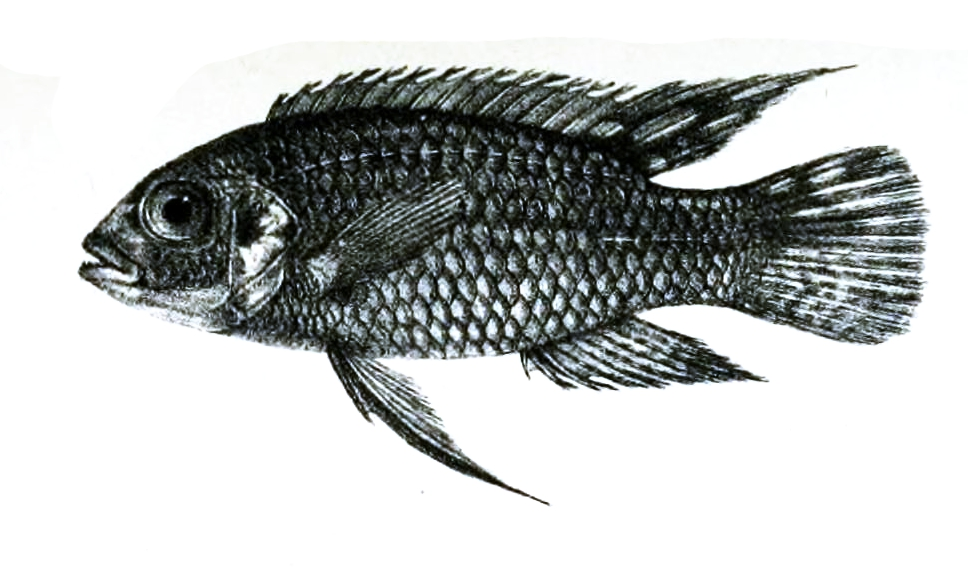
Pelvicachromis subocellatus
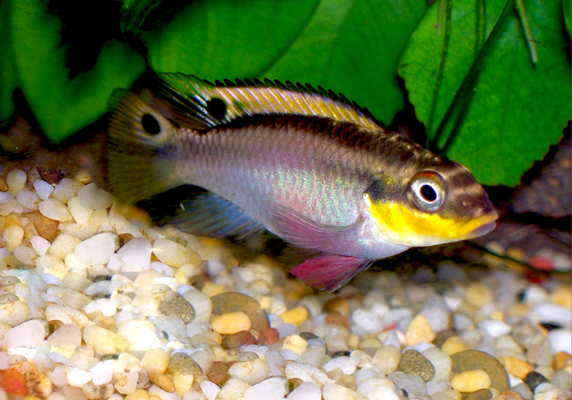
Pelvicachromis taeniatus